# 巴利亚尔塔-德布雷瓦
巴利亚尔塔-德布雷瓦（西班牙語：Vallarta de Bureba）是西班牙卡斯蒂利亚-莱昂布尔戈斯省的一个市镇。总面积19平方公里，总人口64人（2001年），人口密度3人/平方公里。